# Oxford Street

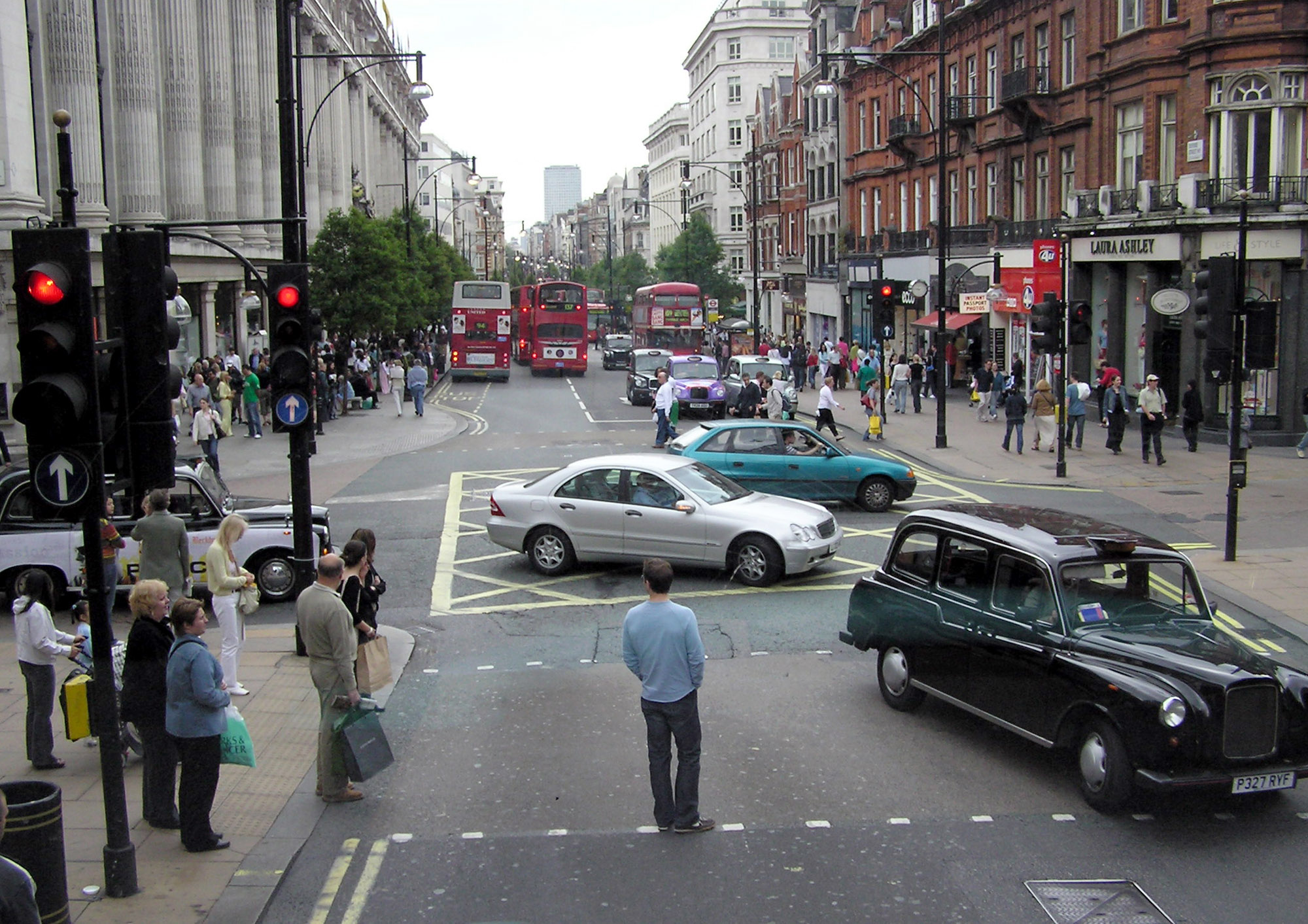
Panorama de Oxford Street

Oxford Street es una calle en la ciudad inglesa de Londres (Inglaterra), dentro de la Ciudad de Westminster. Con más de 300 tiendas, es una de las calles comerciales más famosas del mundo.
Ocupa unos 2000 metros desde Marble Arch en la esquina noreste de Hyde Park, continúa por Oxford Circus hasta St Gile's Circus, hacia la intersección con Charing Cross Road y Tottenham Court Road. Al oeste de Marble Arch, Oxford Street se convierte en Bayswater Road o la A40, que continúa hacia el oeste hacia Oxford. Oxford Street tiene intersección con otras calles londinenses, entre ellas Park Lane, New Bond Street y Regent Street.

## Historia
La calle sigue la ruta de un camino romano que unía Hampshire con Colchester y llegó a ser el principal camino de entrada y salida de la ciudad.
Desde el siglo  xii hasta 1782, fue conocido como Tybur Road (por el arroyo Tyburn que corría al sur de él y en la actualidad fluye bajo él), Uxbridge Road, Wrocester Road y Oxford Road. Llegó a ser notoria como la ruta cogida por los prisioneros como su viaje final desde la Prisión de Newgate hasta las horcas en Tyburn, cerca de Marble Arch.
En los últimos años del siglo xviii, muchos de los campos colindantes fueron comprados por el conde de Oxford y el área fue desarrollada. Pronto llegó a ser popular con entretenimiento, que incluía domadores de tigres y mascaradas. Durante el siglo xix el área llegó a ser famosa y conocida por sus tiendas.

## Tiendas

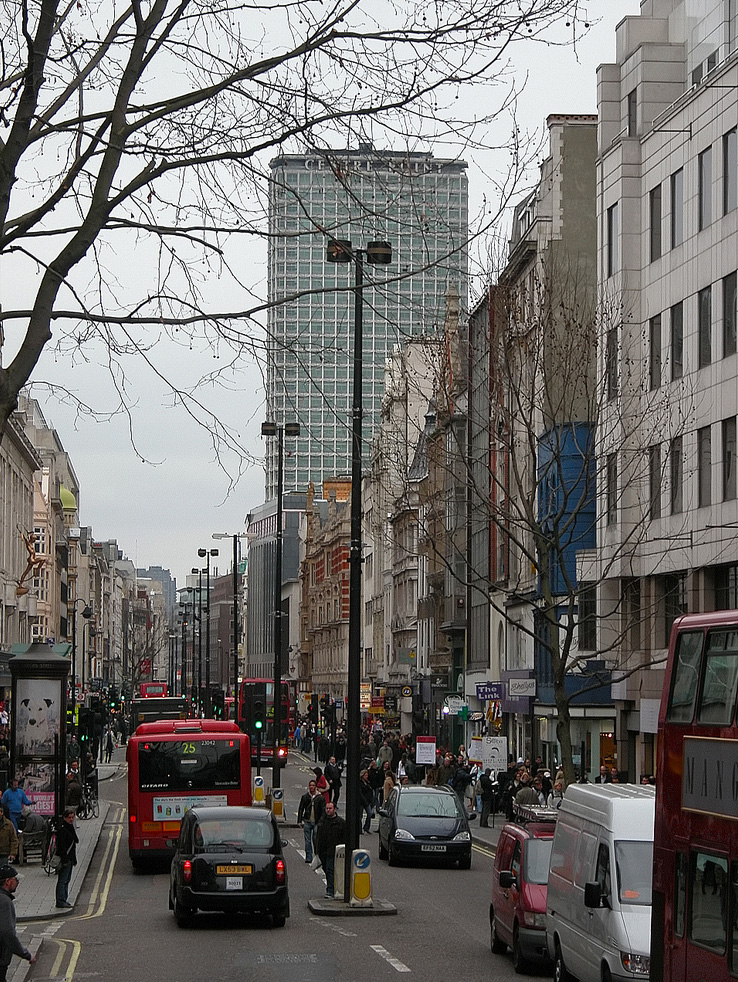
Oxford Street

Es sede de los principales almacenes y otros pequeños comercios. Es la mayor calle de compras del centro de Londres, aunque no la más cara o la que ofrezca las últimas tendencias en moda, y forma parte de un gran distrito comercial con Regent Street, Bond Street y otras calles más pequeñas contiguas. La otra zona principal de compras en Londres es Knightsbridge, donde se encuentra Harrods.
Algunas de las marcas más conocidas que se encuentra en esta calles son..
- Selfridges, una tienda de lujo que lleva ahí ubicada más de un siglo
- Marks & Spencer, con 16 000 m² en el cruce con Orchard Street
- Borders, una librería
- HMV que, pese a haberse trasladado desde su ubicación original en el año 2000 después de 80 años, tiene tres tiendas en la calle, entre ellas una franquicia dentro de Selfridges. La situada en el número 150 es la tienda de música más grande de Europa.
- Otros almacenes incluyen a John Lewis, Debenhams (históricamente Debenham & Freebody y Marshall & Snelgrove antes de fusionarse en los años 60 y rebautizarse como Debenhams) y House of Fraser (históricamente conocida como DH Evans antes de rebautizarse como House of Fraser en 2000).
- El centro de Oxford Street, donde se cruza con Regent Street, es Oxford Circus, y allí se ubican cuatro cadenas de almacenes: H&M, Benetton, Niketown y, hasta hace poco, Shelly's
- Virgin Megastore, en la intersección de Oxford Street y Tottenham Court Road, un minorista del entretenimiento
- Zara y Bershka, cadenas insignia del grupo español Inditex
- Adidas, marca deportiva que tiene una almacén enfrente de Selfridges. Son los proveedores del equipo londinense Chelsea F.C.
- UNIQLO, almacén de ropa japonés

## Festejos de Navidad

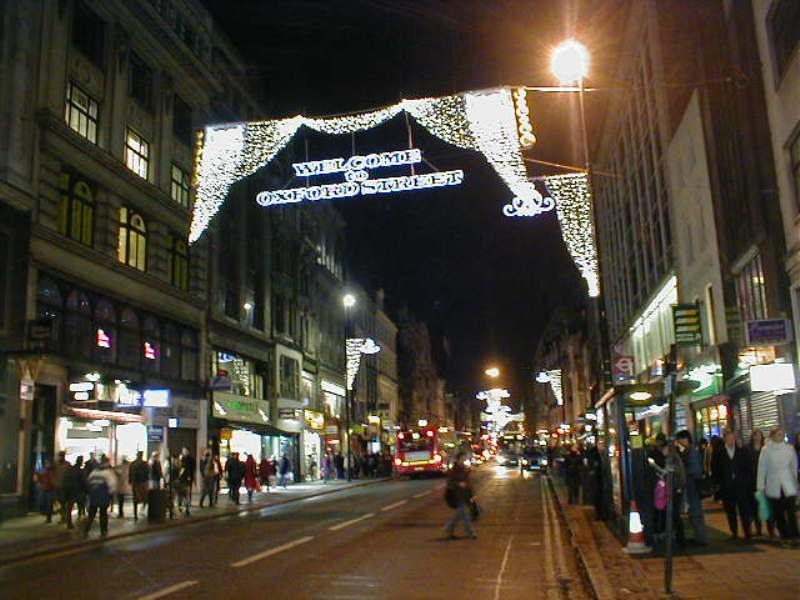
Luces de Navidad en 2005

Cada Navidad, la calle es decorada con luces. La ceremonia de encendido es en la segunda mitad de noviembre, cuando una celebridad baja el interruptor para iluminar la decoración. Las luces permanecen hasta el 6 de enero.
El uso de luces navideñas comenzó en 1959, cinco años después de que su vecina Regent Street comenzara la tradición. En 1967, con el golpe de la recesión, las luces fueron cesadas y únicamente volvieron en 1978, cuando Oxford Street colocó un dispositivo láser.

### Famosos que han encendido las luces de Navidad
- 2012 – Robbie Williams
- 2007 — Leona Lewis
- 2006 — All Saints (Peter Andre & Katie Price aka Jordan, G4, Andy Abraham) y Bonnie Wright
- 2005 — Westlife
- 2004 — Steve Redgrave, Emma Watson
- 2003 — Enrique Iglesias
- 2002 — Blue
- 2001 — S Club 7
- 2000 — Charlotte Church
- 1999 — Ronan Keating
- 1998 — Zoë Ball
- 1997 — Peter Andre
- 1996 — Spice Girls
- 1995 — Elenco de Coronation Street
- 1994 — Lenny Henry
- 1993 — Richard Branson
- 1992 — Linford Christie
- 1991 — Westminster Children's Hospital
- 1990 — Cliff Richard
- 1989 — Gorden Kaye
- 1988 — Terry Wogan
- 1987 — Derek Jameson
- 1986 — Leslie Grantham, Anita Dobson (Den y Angie Watts, de Eastenders)
- 1985 — Bob Geldof
- 1984 — Esther Rantzen
- 1983 — Pat Phoenix
- 1982 — Daley Thompson
- 1981 — Pilin Leon (Miss Mundo, Venezuela)

## Transporte
La calle Oxford está conectada a cinco líneas del metro de Londres (Central, Jubilee, Bakerloo, Northern y Victoria), así como a numerosas rutas de autobuses.
Las estaciones que se encuentran en Oxford Street, desde Marble Arch son:
- Marble Arch
- Bond Street
- Oxford Circus
- Tottenham Court Road

### Peatonalización
En 2016, como parte de las acciones de la alcaldía de Londres para reducir la contaminación, la vicealcaldía de tránsito anunció que para 2020 el tramo de la calle comprendido entre las estaciones de metro Tottenham Court Road y Bond Street será permanentemente cerrada al tráfico automotor. Actualmente esta calle sólo permite el tránsito de taxis y autobuses.